# Convention de Londres (1861)
Pour les articles homonymes, voir Convention de Londres.

La Convention de Londres signée le 31 octobre 1861, liait le Royaume-Uni, l'Espagne et la France en donnant le cadre pour régler la question des dettes du Mexique, de protéger les ressortissants européens et d'une intervention sur place.

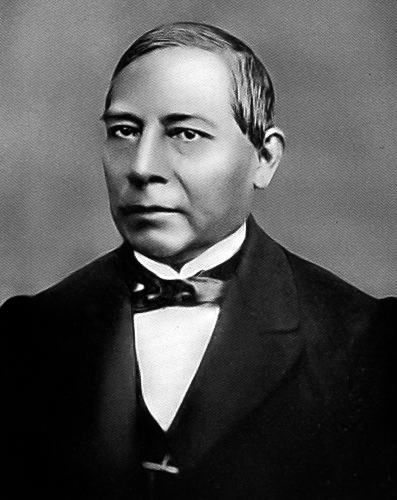
Benito Pablo Juárez García

Il servira de cadre pour l'expédition du Mexique.